# Manicura
Una manicura és un tractament de bellesa cosmètic per a les ungles i mans que sol realitzar-se a casa o en un saló de bellesa. En una manicura es tallen o llimen les vores de les ungles, es realitzen massatges a les mans i s'aplica esmalt d'ungles. Quan aquest procediment es realitza en els peus, és denominat pedicura. Algunes manicures poden incloure la pintura de dissenys en les ungles o l'aplicació de petites calcomanies o joies d'imitació. Altres tractaments inclouen l'aplicació d'ungles artificials, el que és conegut com a "manicura francesa".
La persona que té com a ofici la cura i l'embelliment de les mans i, en especial, la cura i la pintura de les ungles, s'anomena Manicur (en femení manicura).

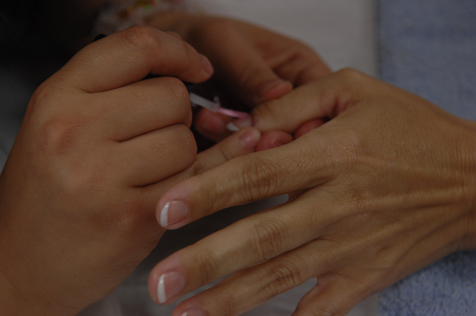
Exemple de manicura

## Tipus de manicura

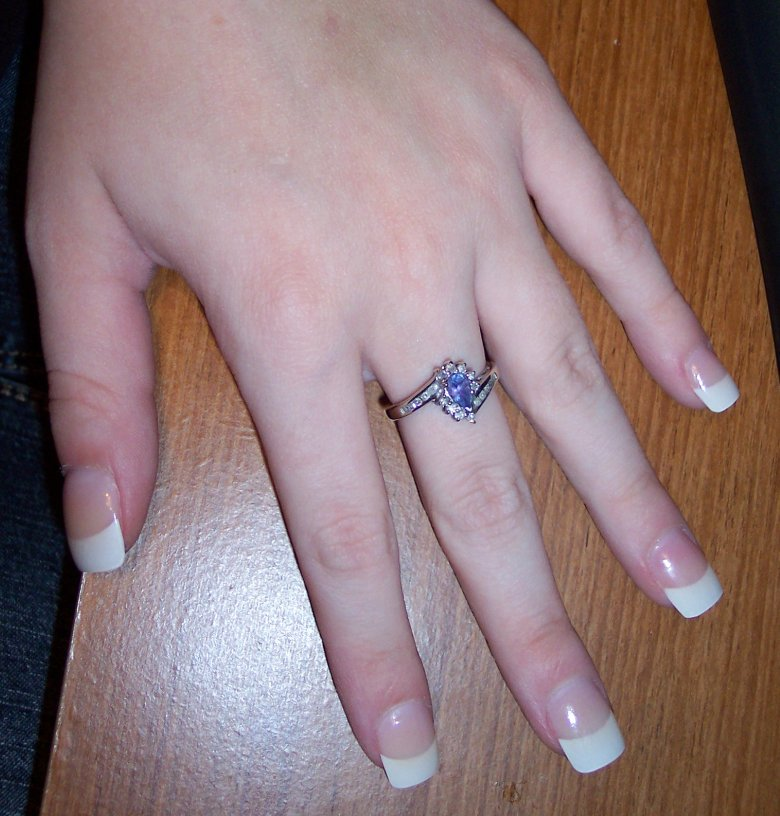
Exemple de manicura francesa

### Manicura Francesa
La manicura francesa pot fer-se mitjançant ungles artificials, les quals estan dissenyades per a semblar-se a les naturals i es caracteritzen per mancar de color de base o per tenir una base color rosa amb puntes blanques. Les puntes de les ungles es pinten de blanc, mentre que la resta de l'ungla es poleix en un color rosa o una ombra adequada. També és comú aplicar una manicura francesa sobre les ungles naturals.

### Manicura amb oli calent
Una manicura amb oli calent és un tipus específic de manicura que neteja les cutícules i les estova amb oli. Poden utilitzar-se olis minerals, oli d'oliva o locions preparades en un escalfador elèctric.

### Tractaments amb cera de parafina
Les mans es poden submergir en cera de parafina fosa per a suavitzar-les i hidratar-les. La cera de parafina s'utilitza perquè pot ser escalfada a temperatures de més de 95° F (35 °C) sense cremar o ferir la mà. La calor intensa permet una absorció més profunda dels emol·lients i els olis essencials. La cera s'aplica sovint amb diversos ingredients botànics tals com àloe vora, camamilla o oli de l'arbre del te i les ceres de fruites tals com poma, préssec i maduixa s'utilitzen sovint en salons de bellesa. Els tractaments de cera de parafina sovint són més costosos que els tractaments estàndard de manicura, per la qual cosa són més escassos.